# Портанова, Маноло
Маноло Портанова (итал. Manolo Portanova; род. 2 июня 2000, Неаполь) — итальянский футболист, полузащитник клуба «Дженоа», находящийся в аренде в клубе «Реджана».

## Клубная карьера
Маноло Портанова — воспитанник клуба «Ювентус». 26 мая 2019 года в матче против «Сампдории» он дебютировал в итальянской Серии A.
В августе 2023 года перешёл на правах аренды в «Реджану».

## Международная карьера
В 2017 году в составе юношеской сборной Италии Портанова принял участие в юношеском чемпионате Европы в Хорватии. На турнире он сыграл в матчах против команд Хорватии, Испании и Турции.

## Личная жизнь
Отец Маноло — Даниэле Портанова — бывший футболист; играл в Серии А за клубы «Сиена», «Болонья» и «Дженоа».
Осенью 2022 года был приговорен к шести годам тюремного заключения за групповое сексуальное насилие. Согласно обвинительному заключению, Портанова с тремя другими мужчинами (один из которых несовершеннолетний) изнасиловали 21-летнюю девушку, с которой он ранее встречался. Инцидент произошёл в квартире в центре Сиены в ночь с 30 на 31 мая 2021 года.